# Petra (Baranjska županija, Mađarska)
Petra ili Racpetra (mađ. Újpetre, nje. Ratzpeter) je selo u južnoj Mađarskoj.
Zauzima površinu od 16,71 km četvorni.

## Zemljopisni položaj
Nalazi se na 45° 56' 12" sjeverne zemljopisne širine i 18° 21' 45" istočne zemljopisne dužine.

## Upravna organizacija
Upravno pripada Šikloškoj mikroregiji u Baranjskoj županiji. Poštanski broj je 7766. 
Do 1933. je službeno ime za Petru (Racpetru) na mađarskom jeziku bilo Rácpetre.
U Petri djeluju romska i njemačka manjinska samouprava.

## Povijest
Povijesni dokumenti spominju naselje imena Petre 1296., u doba Arpadovića kao posjed župana Konrada, koji potječe iz obitelji Óvári-Kéméndi. Kralj Karlo Robert ga je dao Konradovim unucima. 1330. su Konradovi unici dijelili posjed.
Za vrijeme turske vlasti je opustjelo zbog čestih turskih upada. U selo se doseljavaju Raci početkom 18. stoljeća te je selo promijenilo ime u mađarskim dokumentima u Rácpetre. 
Rimokatolička crkva u Petri je sagrađena na inicijativu Károlya Batthyánya 1762. godine.
Današnje ime na mađarskom Újpetre  je dobila 1933.

## Stanovništvo
Racpetra ima 1172 stanovnika (2001.). Mađari su većina. Nijemaca je više od 13%, Roma je 1,6%, Hrvata je 1% te ostalih. Rimokatolika je blizu 3/4, kalvinista je 12,6%, grkokatolika i luterana je po 0,4% te ostalih.

## Vanjske poveznice
- (mađ.) Újpetre Önkormányzatának honlapja
- (mađ.) Kistótfalu - Újpetrei Református Társegyházközség honlapja
- Petra (Racpetra) na fallingrain.com